# Ross Branch
Ross Branch, né le 6 mai 1986 à Johannesbourg (Afrique du Sud) est un pilote botswanais de rallye-raid et de moto-cross. Il est le premier pilote originaire du Botswana à avoir remporté une victoire d'étape sur le Dakar.

## Biographie
Spectateur à l'âge de 5 ans de la dernière étape du Dakar 1992, au Cap, il prend goût pour les sports de vitesse. Il commence la moto à 10 ans et représente son pays depuis l'âge de 18 ans.
Ross Branch a roulé pour l'équipe KTM Off-Road Racing jusqu'en octobre 2018. Il court depuis pour l'équipe Hero MotorSports International Rally.
En remportant la deuxième étape du Dakar 2020 en tant que pilote privé, il devient le premier Botswanais vainqueur d’étape sur le Dakar.
Il remporte encore deux victoires d'étape lors du Dakar 2023: la 8e et la 10e,.
Lors de l'étape initiale du Dakar 2024, après s'être arrêté longuement pour porter assistance à l'Espagnol Tosha Schareina, Ross Branch est recrédité par la direction de course d'une compensation de 25 min 30 s et décroche son quatrième succès.

## Palmarès

### Résultats au Rallye Dakar[5]
| Année | Catégorie | Marque | Position       | Victoires d'étapes |
| ----- | --------- | ------ | -------------- | ------------------ |
| 2019  | Moto      | KTM    | 13e            | -                  |
| 2020  | Moto      | KTM    | 21e            | 1                  |
| 2021  | Moto      | Yamaha | Abd. (Étape 9) | -                  |
| 2022  | Moto      | Yamaha | Abd. (Étape 8) | -                  |
| 2023  | Moto      | Hero   | 26e            | 2                  |
| 2024  | Moto      | Hero   | 2e             | 2                  |
| 2025  | Moto      | Hero   | Abd. (Étape 6) | -                  |